# Behaarte Hainsimse
Die Behaarte Hainsimse (Luzula pilosa), auch als Haar-Hainsimse, Frühlings-Hainsimse oder Behaarte Marbel bezeichnet, ist eine Pflanzenart aus der Gattung Hainsimsen (Luzula) innerhalb der Familie der Binsengewächse (Juncaceae). Die Behaarte Hainsimse bildet zusammen mit anderen Frühblühern wie Wald-Veilchen, Buschwindröschen, Scharbockskraut oder Wald-Sauerklee den Frühlingsaspekt in lichten, bodensauren Wäldern.

## Beschreibung

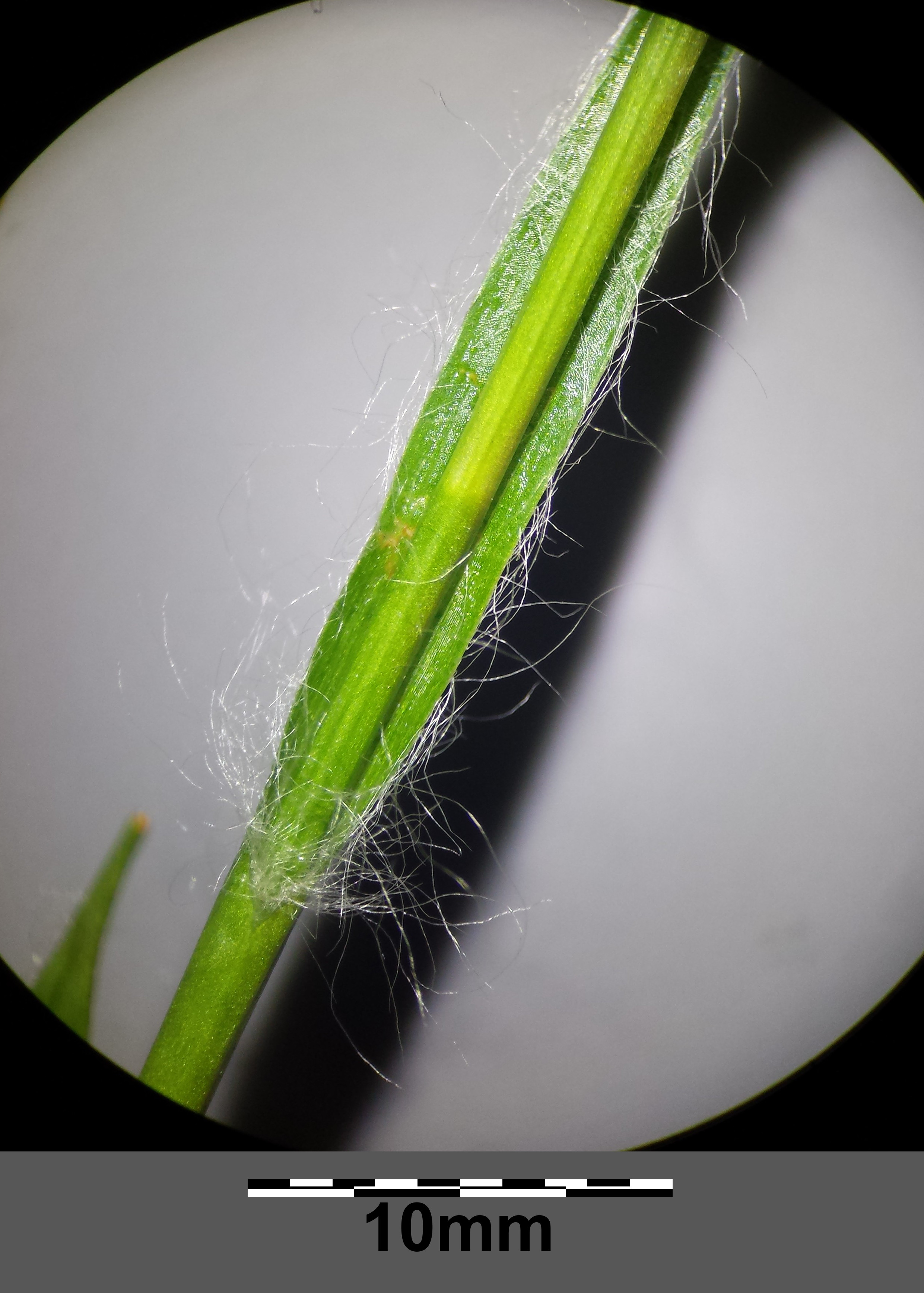
Bewimpertes Laubblatt

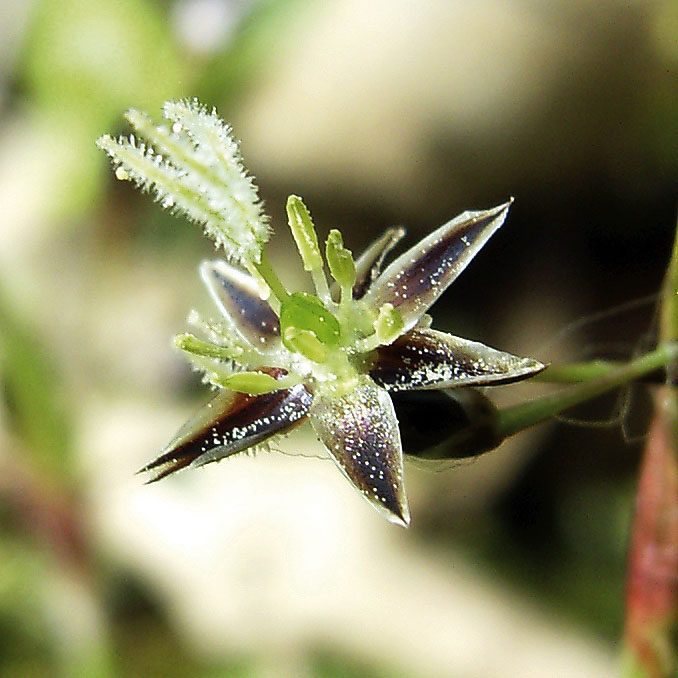
Blüte

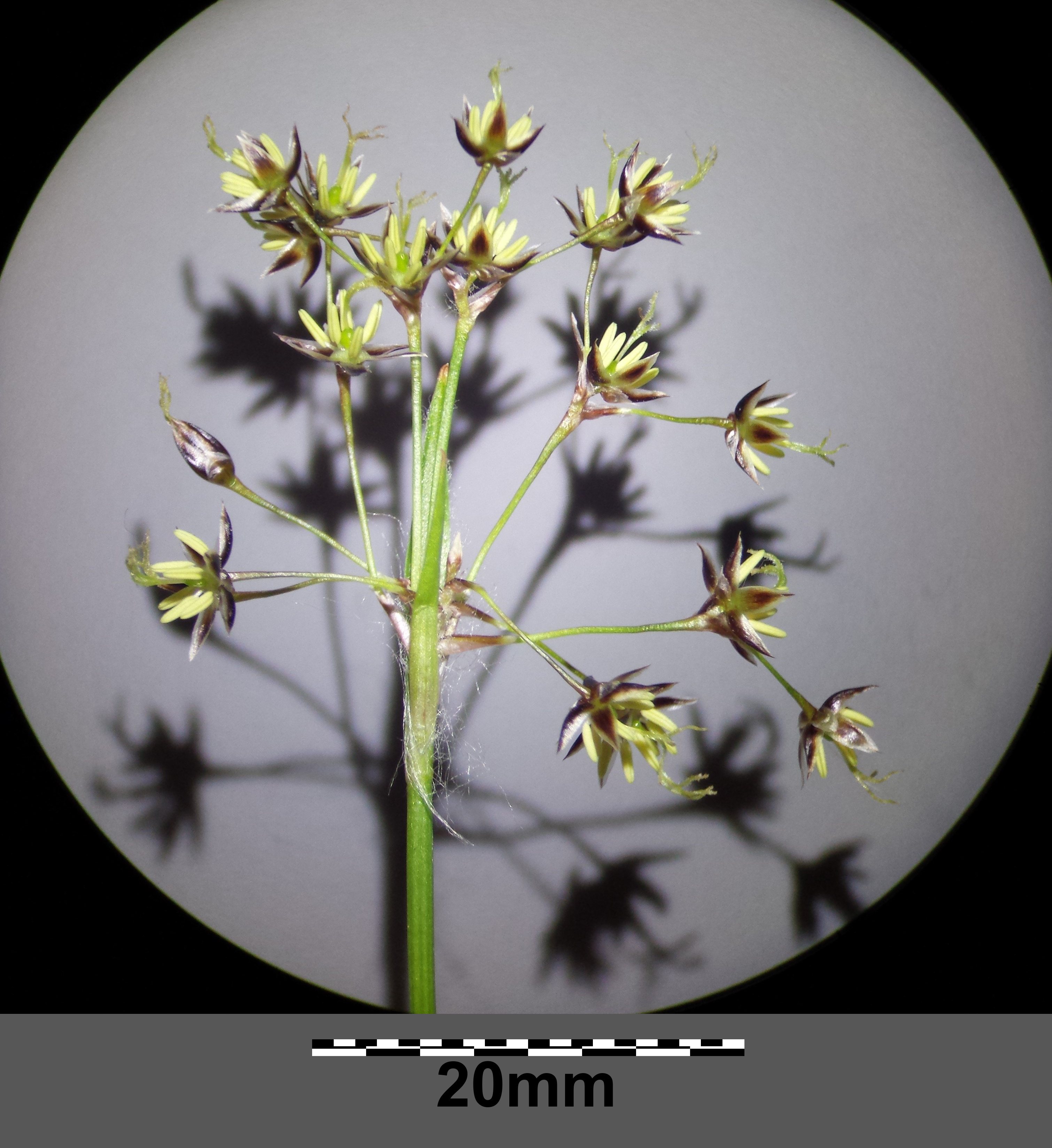
Blütenstand

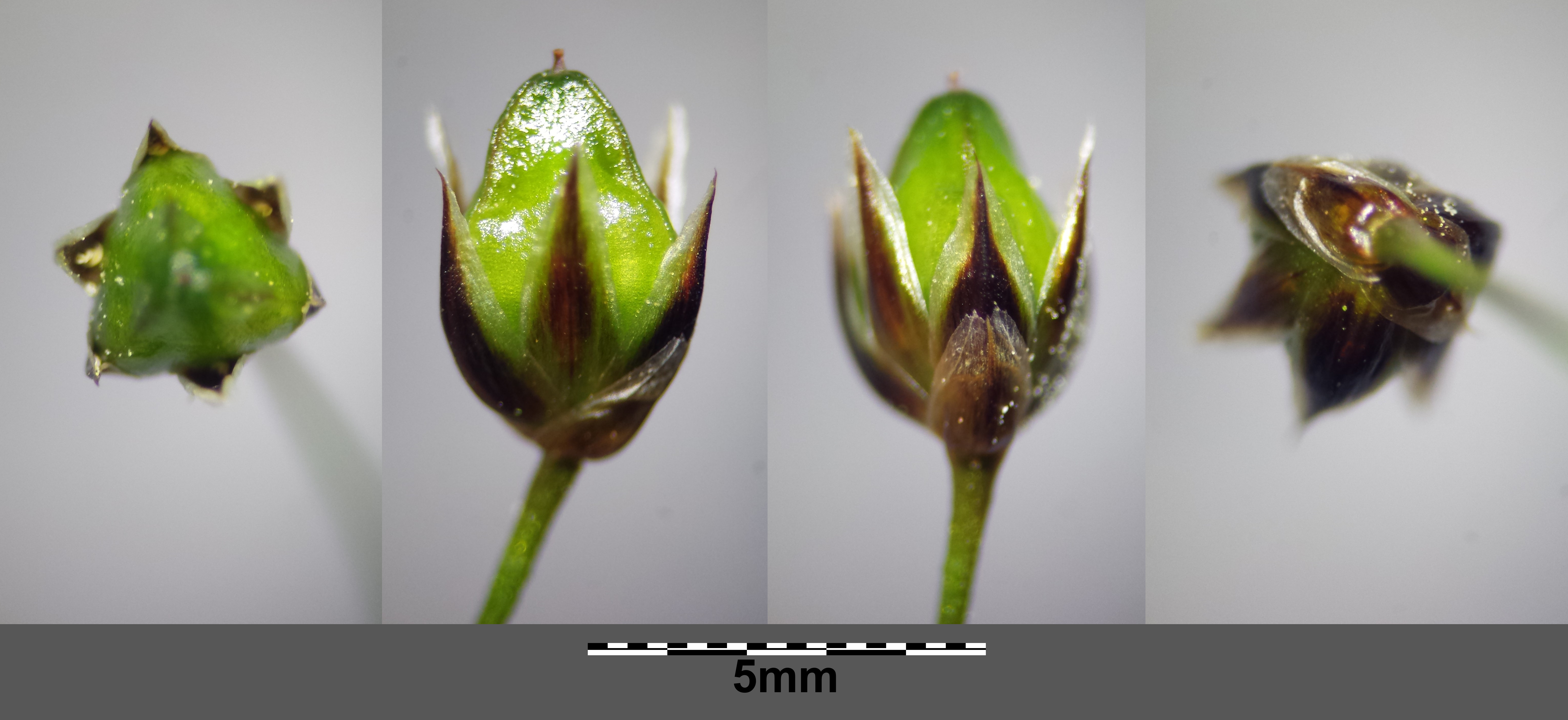
Frucht

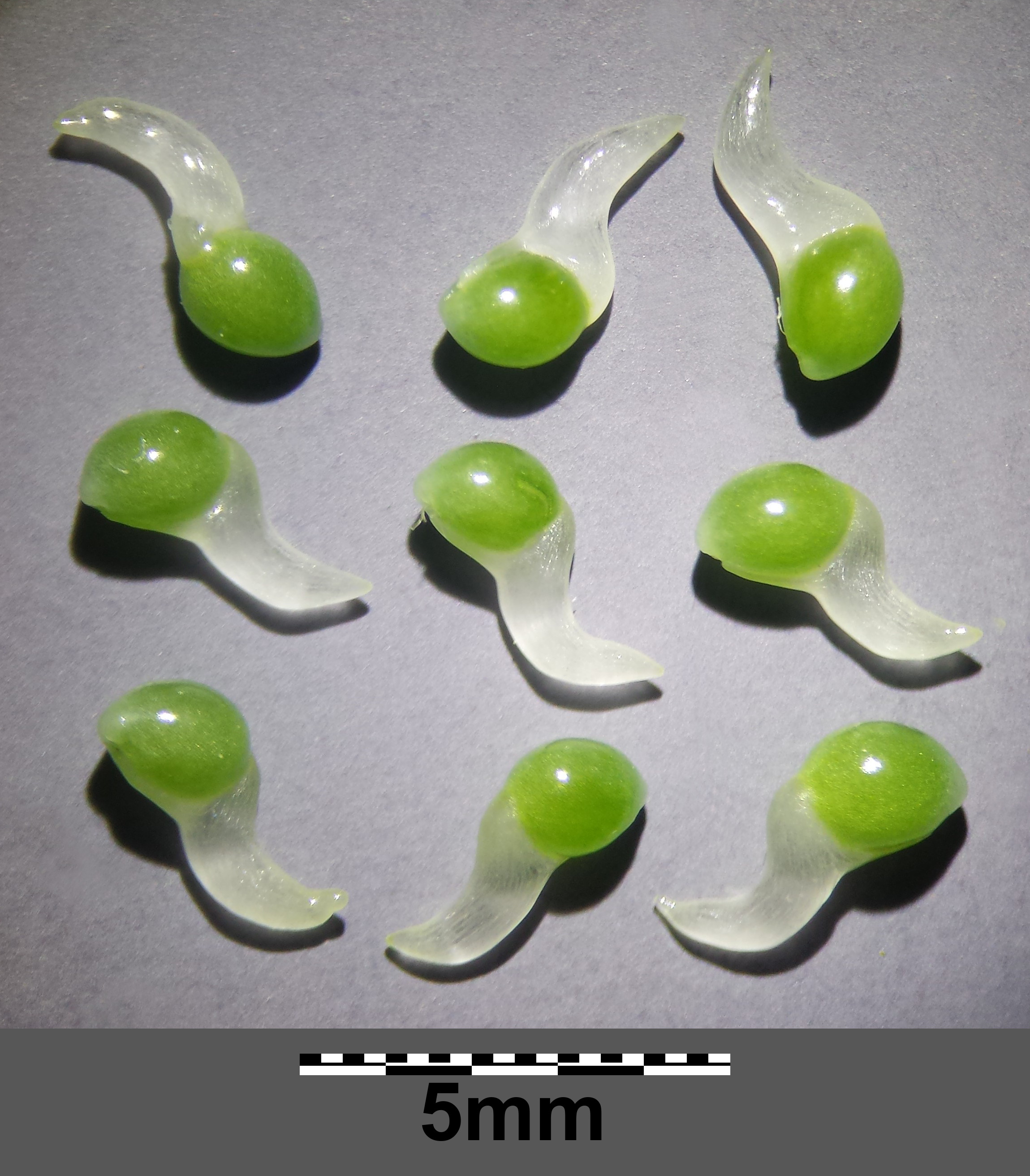
Samen mit Elaiosom

### Vegetative Merkmale
Die Behaarte Hainsimse ist eine überwinternd grüne, ausdauernde krautige Pflanze, die Wuchshöhen von meist 20 bis 35 (15 bis 40) Zentimetern erreicht. Sie wächst in kleineren Horsten, die ihrerseits lockere Rasen entwickeln können, und bildet nur selten kurze Ausläufer. Die dünnen Stängel wachsen aufrecht bis aufsteigend, sind stielrund, glatt, im unteren Teil dicht und im oberen Teil locker beblättert. Die grundständigen, grasartigen und glänzenden Laubblätter sind bis 20 Zentimeter lang, 4 bis 12 Millimeter breit und am Rand dicht bewimpert. Die oberen Stängelblätter sind schmaler und haben eine nur 2 bis 3 Zentimeter lange Spreite.

### Generative Merkmale
Die Blütezeit reicht meist von April bis Mai. Der lockere, aufrechte und vielblütige Blütenstand ist eine Spirre mit aufrechten bis zur Fruchtzeit überhängenden Ästen. Die Tragblätter des Blütenstands sind kürzer als der Blütenstand. Die Blüten stehen einzeln, seltener zu zweit genähert. Die etwa gleich langen Blütenhüllblätter (Perigon) sind bei einer Länge von 3 bis 4 Millimetern lanzettlich mit spitzem oberen Ende, kastanien-braun und am Rand breit hautrandig. Die inneren Blütenhüllblätter sind oft etwas länger als die äußeren. Die sechs Staubblätter sind kürzer als die Blütenhüllblätter. Die Staubbeutel sind länger als die Staubfäden. Die Griffel enden in drei aufrechten, sehr langen, grünlich-weißen Narben.
Die zuletzt gelb-grünliche Kapselfrucht ist mit einer Länge von 3,5 bis 4,5 Millimetern länger als die Blütenhüllblätter und kegelförmig mit stumpfem oberen Ende. Sie ist oberhalb der Mitte eingeschnürt und verschmälert. Die glänzend braunen Samen sind 2,5 bis 3,5 Millimeter lang und besitzen je ein sichelförmiges Anhängsel (Elaiosom).
Die Chromosomenzahl beträgt 2n = 66, seltener 70 oder 72.

## Ökologie
Die Behaarte Hainsimse ist ein Hemikryptophyt und eine Halbrosettenpflanze bzw. eine immergrüne Horstpflanze. Die Blattrandbehaarung ist durch Randstreifenablösung entstanden. Die Blattrosetten dienen als Wassersammler. Vegetative Vermehrung erfolgt durch unterirdische Ausläufer. Die Behaarten Hainsimse wurzelt bis 50 Zentimeter tief.
Die Öffnung der Blüten erfolgt erst im männlichen Stadium; ihre Bestäubung erfolgt durch den Wind (Anemogamie). Blütezeit ist von März bis Mai.
Die Früchte sind fachspaltige Kapseln. Der Fruchtstängel sinkt reif zu Boden. Die Behaarte Hainsimse ist ein Selbstaussäer.
Die weitere Ausbreitung der Diasporen erfolgt über Ameisen (Myrmekochorie). Dazu verfügt sie an den Samen spezielle öl- und zuckerhaltige Körperchen (Elaiosomen), welche die Ameisen anlocken. Fruchtreife ist von Juni bis Juli.
Von der Behaarten Hainsimse leben auch die Rostpilze Puccinia luzulae und Puccinia obscura und die Brandpilze Urocystis luzulae und Ustilago luzulae.

## Vorkommen
Die Behaarte Hainsimse ist in Europa und Asien bis nach West-Sibirien verbreitet. Sie gedeiht vom Flachland bis in Höhenlagen von 1900 Metern, die sie bei Tonale gegen Cima Nalbiol in Südtirol erreicht. In Europa kommt sie in fast allen Ländern vor außer in Portugal, Island, Spitzbergen und Moldau. In den Allgäuer Alpen steigt sie im Ziebelmoos nordwestlich Rohrmoos in Bayern bis zu einer Höhenlage von 1400 Metern auf.
Sie wächst in lichten Laub- und Nadelwäldern saurer, nährstoffarmer bis mittlerer Standorte. Vor dem Laubaustrieb bildet sie zusammen mit etlichen weiteren Frühblühern den Frühjahrsaspekt der Krautschichten. Häufig wächst sie auch an Waldwegen oder Waldrändern. Sie hat ihren Verbreitungsschwerpunkt in Pflanzengesellschaften der Ordnung Fagetalia, kommt aber auch in denen der Ordnungen der Eichen-Birken-Wälder (Quercetalia roboris) oder Fichtenwälder (Piceetalia) vor. Sie kommt oft in Wäldern mit Rohhumus vor, die aber schon eine beginnende Humuszersetzung anzeigen.
Die Behaarte Hainsimse ist eine Tiefschatten- bis Schattenpflanze. Ihr ökologischer Schwerpunkt liegt auf frischen, mäßig sauren, stickstoffarmen bis mäßig stickstoffreichen Böden.
Die ökologischen Zeigerwerte nach Landolt et al. 2010 sind in der Schweiz: Feuchtezahl F = 3 (mäßig feucht), Lichtzahl L = 2 (schattig), Reaktionszahl R = 2 (sauer), Temperaturzahl T = 3 (montan), Nährstoffzahl N = 2 (nährstoffarm), Kontinentalitätszahl K = 3 (subozeanisch bis subkontinental).

## Taxonomie
Die Erstveröffentlichung erfolgte 1753 unter dem Namen (Basionym) Juncus pilosus durch Carl von Linné in Species Plantarum, Tomus I, Seite 329. Die Neukombination zu Luzula pilosa (L.) Willd. wurde 1809 durch Carl Ludwig Willdenow in Enumeratio Plantarum Horti Regii Botanici Berolinensis, Band 1, Seite 393 veröffentlicht. Ein weiteres Synonym für Luzula pilosa (L.) Willd. ist Luzula vernalis (Reichard) DC.